# Signo de Tanit

Una de las representaciones del signo de la diosa Tanit.

El signo de Tanit es un símbolo antropomorfo presente en numerosos restos arqueológico de  origen púnico.

## Representaciones

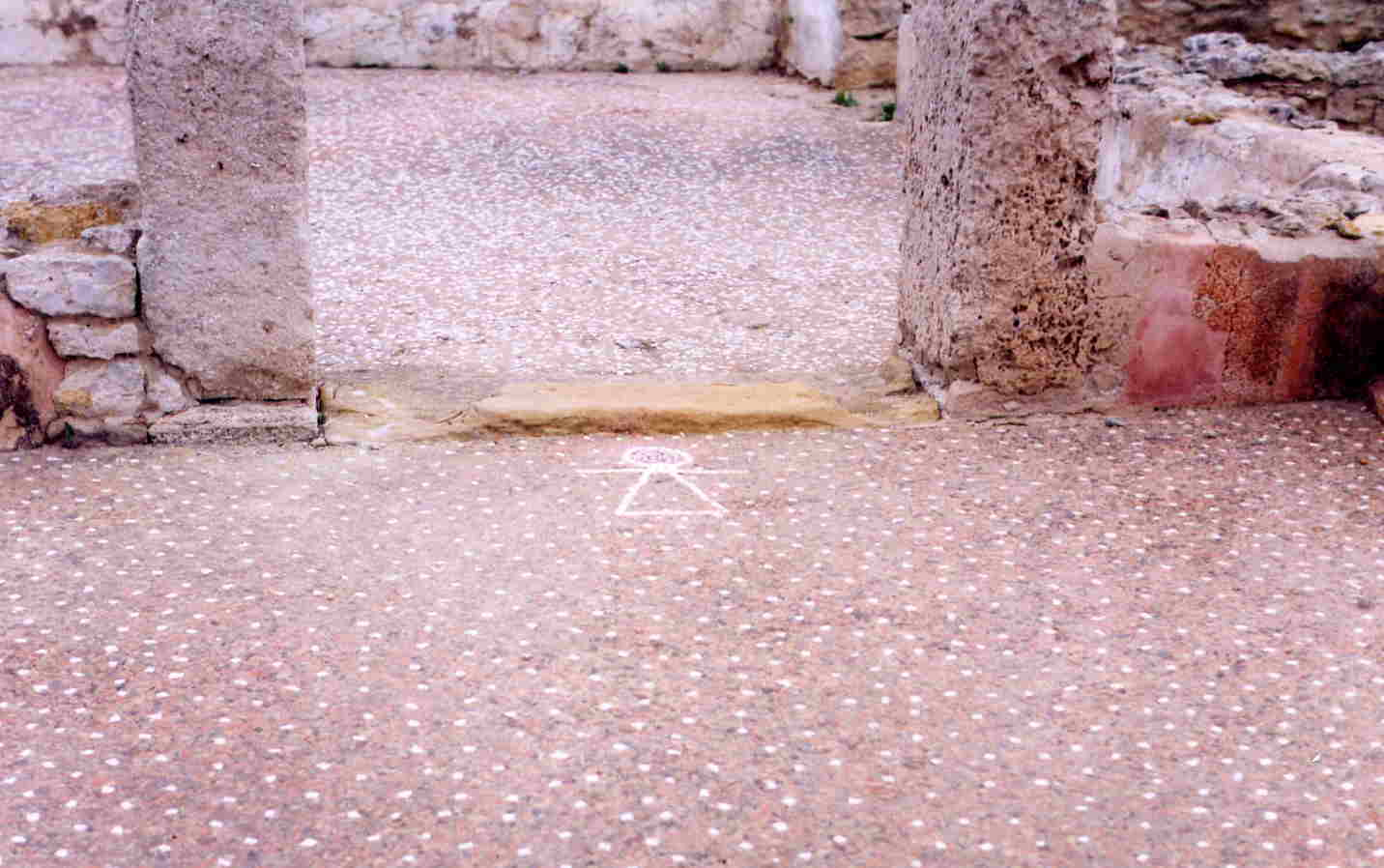
Representación del signo de Tanit en Kerkouane (Túnez).

El símbolo ha sido objeto de diversas representaciones en las que se desvelan algunas constantes: un triángulo, una forma lineal a veces los dos brazos alzados y un disco en la parte superior.
Las primeras representaciones del signo fueron descubiertas sobre una estela en Cartago a partir de principios del siglo XIX. Las excavaciones arqueológicas  han descubierto representaciones en otros medios como mosaicos o también cerámicas.
Las excavaciones de los tofets de Cartago, de Susa y de Motia han puesto de relieve la difusión particularmente importante del símbolo en la cuenca occidental del mar Mediterráneo, aunque los pocos descubrimientos sobre las tierras fenicias primitivas posiblemente son debidos a una ocupación continua de los sitios que hacen más difíciles las búsquedas.

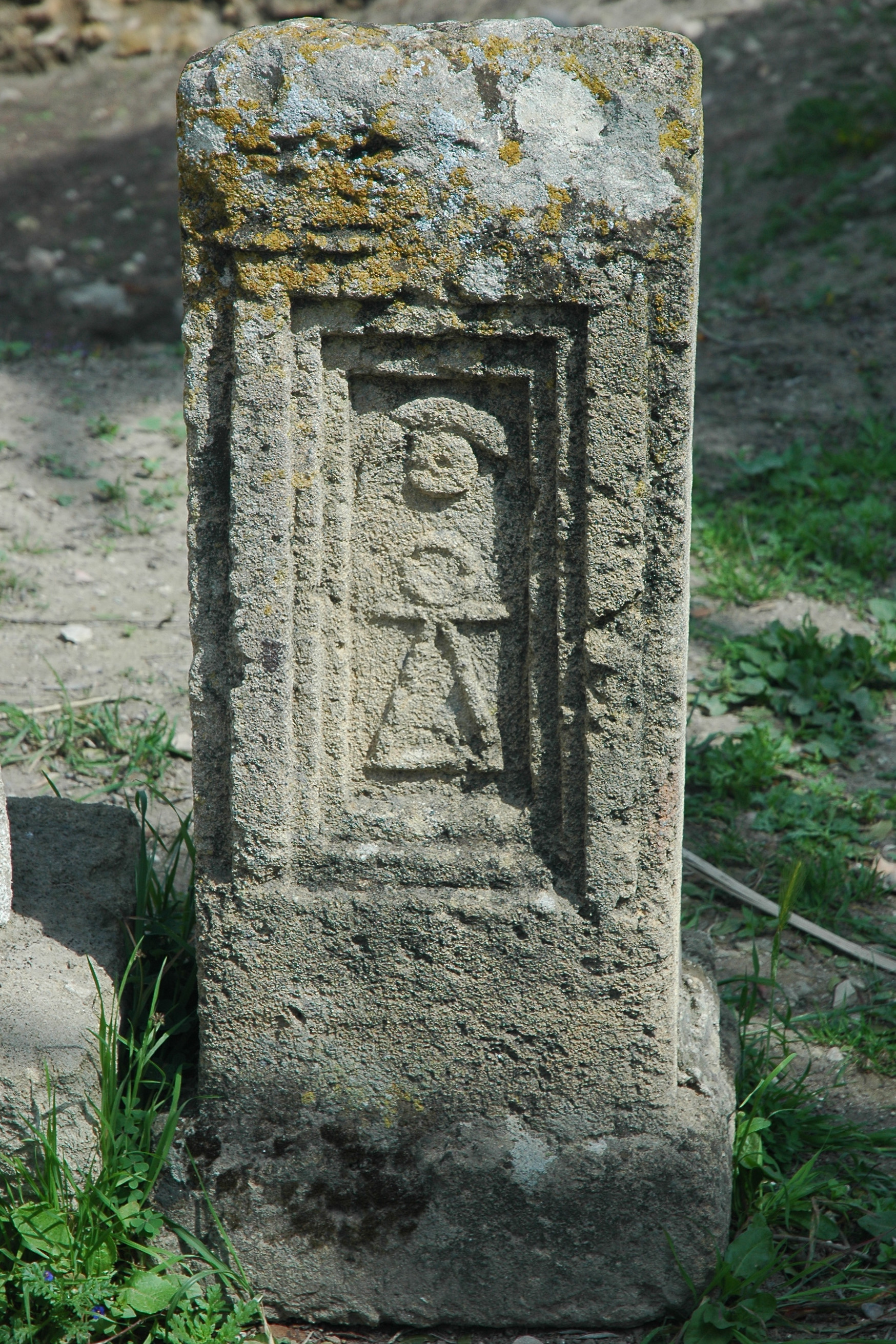
Estela del tofet de Cartago
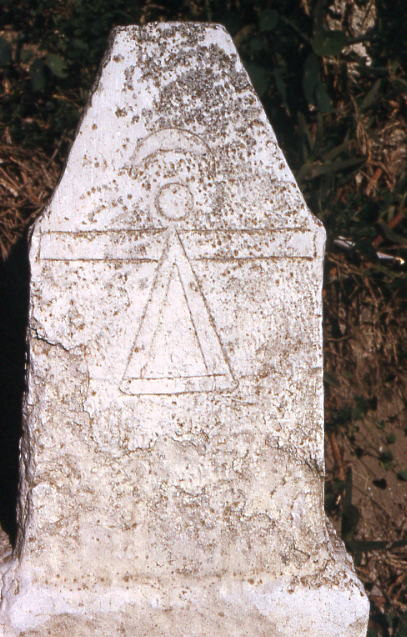
Estela del tofet de Cartago
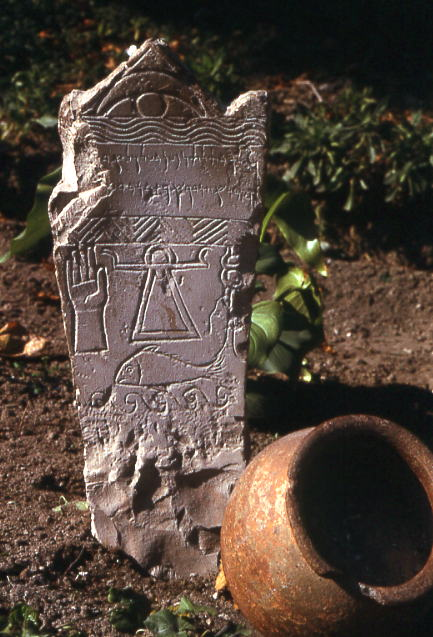
Estela del tofet de Cartago
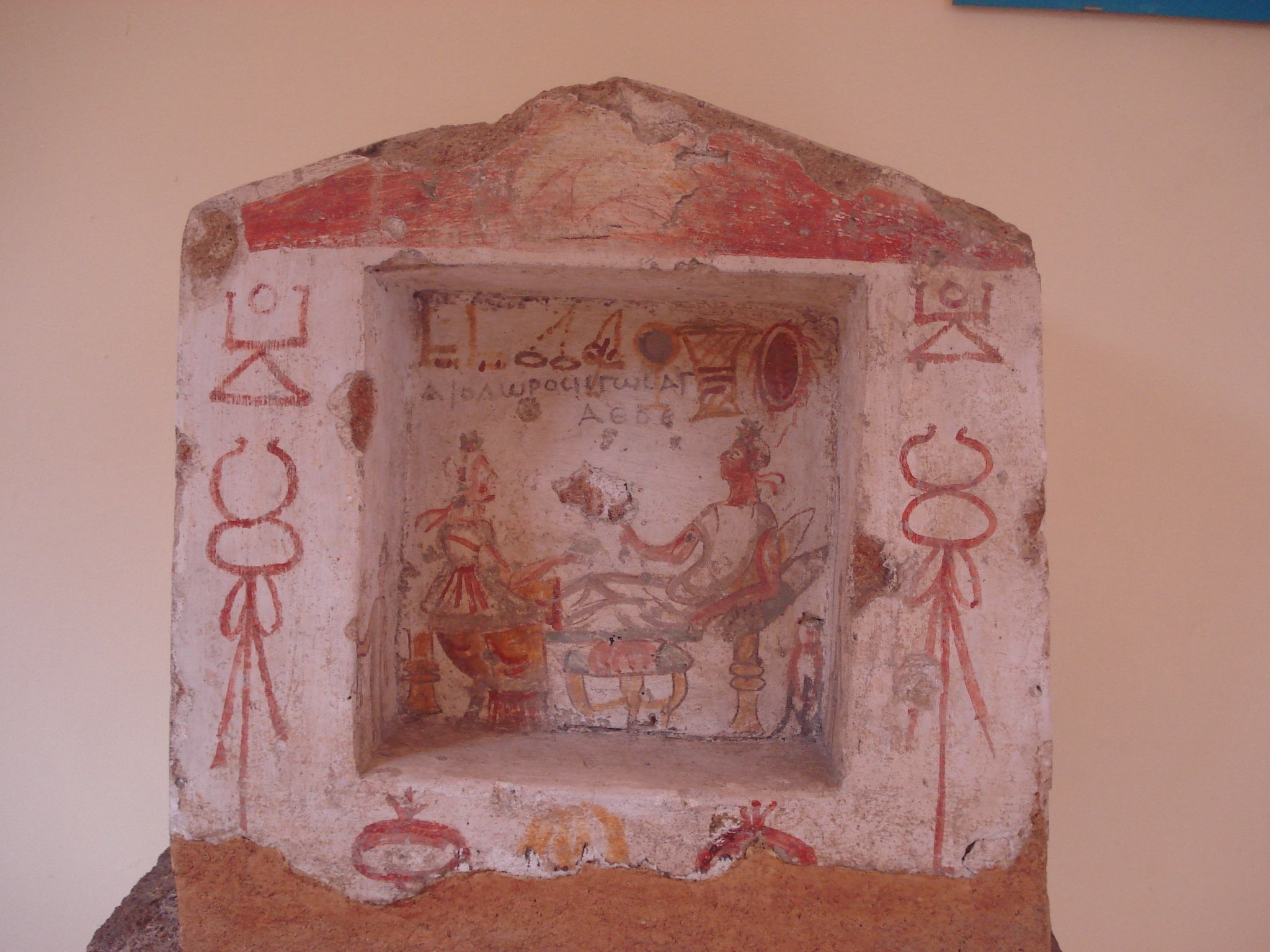
Edículo funerario greco-púnico de Marsala, con signo de Tanit pintado
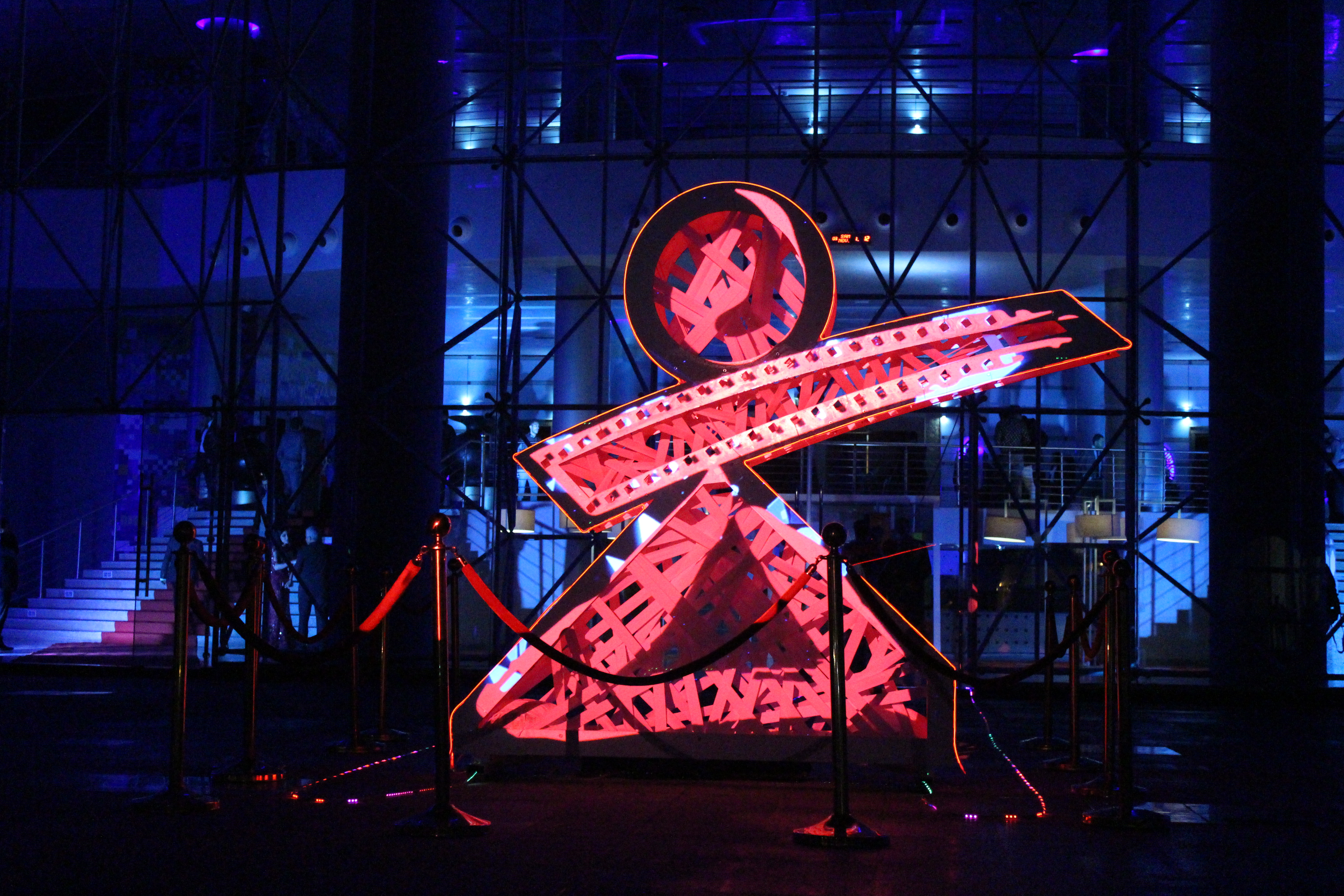
Signo modernizado en la ceremonia de apertura del Festival de Cine de Cartago 2018

## Significado
El símbolo llamado signo de Tanit se ha relacionado con la diosa del mismo nombre, consorte de Baal Hammon en el panteón púnico de los primeros descubrimientos. Debido a la proximidad del signo con la cruz ansada egipcia (ankh), la relación de la Cartago púnica con civilización faraónica pueden corroborar este origen.
Fue visto como una representación de la conexión del mundo terrestre con el mundo celestial, las dos ramas levantadas que son dos brazos levantados en signo de oración. El signo ha sido también interpretado con una finalidad apotropaica, ya que los púnicos estaban deseosos de protegerse del mal de ojo.